# 퓌이 북역
퓌이 북역(프랑스어: Gare de Pully-Nord)은 스위스 보주에 있는 퓌이 자치제에 있는 기차역이다. 스위스 연방 철도의 표준궤 로잔-베른선의 중간 정류장이다. 역은 심플론선의 퓌이역에서 북쪽으로 약 600m 떨어져 있다.

## 운행편
2020년 12월 시간표 변경에 따라 퓌이 북역에서 다음 서비스가 정차한다.
- RER 보 S4/S6 : 로잔과 팔레지유 사이는 30분마다 운행; 알라망 행은 매시간 운행; 평일 러시아워 서비스는 팔레지유에서 로몽까지 계속된다.